# Stadio di Lussemburgo
Lo Stadio di Lussemburgo (in francese Stade de Luxembourg) è lo stadio nazionale del Lussemburgo, situato nel quartiere di Gasperich di Lussemburgo.
Inaugurato a settembre 2021, ha una capienza di 9 386 posti e ospita le partite della nazionale lussemburghese di calcio e della nazionale di rugby a 15 del Lussemburgo, avendo sostituito l'obsoleto stadio Josy Barthel. È classificato come categoria 4 UEFA.

## Storia
La costruzione dello stadio è iniziata a settembre 2017 e si è conclusa a luglio 2021 sebbene il progetto iniziale prevedesse il completamento entro il 2019. Lo stadio è stato aperto per la prima volta il 1 settembre 2021, ospitando una partita di qualificazione al campionato mondiale di calcio 2022 tra Lussemburgo e Azerbaigian. La cerimonia di inaugurazione si è tenuta il 25 settembre.
Il progetto dello stadio è stato redatto dallo studio di architettura locale Beng Architectes Associés in cooperazione con Gerkan, Marg und Partner ed è stato selezionato tra un totale di 25 proposte dal ministero dello sport e dal sindaco di Lussemburgo nel settembre 2014. Il progetto definitivo è stato approvato il 5 dicembre 2016 dal consiglio comunale di Lussemburgo.